# СМД-методология
СМД-методология — направление практической методологии и философии, созданное как результат творческой, философской и научно-исследовательской деятельности Георгия Щедровицкого и организованного им Московского методологического кружка. Принципиальной особенностью данной системы является положение о невозможности полностью отделить мышление от деятельности, указание на неразрывную связь этих процессов и систем. Дословно аббревиатура «СМД» расшифровывается как «системомыследеятельностная» методология, что является прямой отсылкой к этой связи. Практицизм СМД-методологии исторически сложился как результат попыток её разработчиков использовать свои исследования для решения практических задач социального управления. Ряд источников называет СМД-методологию как основу или практический метод для конструирования общественных систем. Исследователи указывают, что СМД-методология является практическим развитием марксизма, но, также, содержит в себе отдельные положения, созвучные концепциям ряда представителей современных западных философских школ — англо-американских философов и футурологов Дж. Белла, Э. Тоффлера, Ф. Фукуямы и французских философов-постмодернистов.
Новейший философский словарь определяет СМД-методологию как методологическое направление, школу или же «течение» в советской и постсоветской России.
В англоязычной научной литературе и иных источниках какое-либо упоминание СМД-методологии отсутствует. Высказываются мнения, что методология является вторичной переработкой идей Маркса и Гегеля без возможности научной верификации.

## История
Основы СМД-методологии были заложены в Московском Логическом Кружке (МЛК) в 1952—1954 годах. После прекращения работы МЛК, чьи основатели так и не сумели принять общей исследовательской программы, она развивалась в Московском Методологическом Кружке (ММК), основанном Щедровицким и рядом других участников МЛК, поддержавших его идеи. ММК оказался единственным организационным продолжением МЛК, а СМД-методология, таким образом, единственной из философских идей, которые получили относительно большую поддержку среди философского сообщества.
Дальнейшее развитие СМД-методологии было связано с исследованиями в области теории деятельности и теории мышления, общей методологии, педагогики и эргономики, теории дизайна и инженерной психологии, проводившимися выходцами из ММК.
С 1979 года СМД-методология развивается в самостоятельное научное течение, в рамках которого проводятся исследования, создаются лаборатории. К середине 80-х формируются различные школы СМД-методологии, основанные на общих принципах, но различающиеся трактовками подхода и формулировками.
В настоящее время организационно разрозненные структуры методологов и отдельные последователи этой системы определяют себя как «методологическое движение», инициированное Щедровицким. Участники этого движения присутствуют не только в России, но и в других странах постсоветского пространства.

## Принципы СМД-методологии
Один из циклов своих лекций Щедровицкий начинает «с изложения своих основных принципов»:37 — и излагает список принципов СМД-методологии «систематично, от „сотворения мира“ и до понятия»:37. Формулировке этих шестнадцати принципов посвящены первые три лекции из курса «Знак и деятельность» (из четырнадцати лекций 1971 года). При этом в своём изложении принципов СМД-методологии Щедровицкий сообщает: «я сознательно придаю этому несколько догматическую форму, но делаю это исключительно в дидактических целях»:38. Множество этих принципов, ни один из которых не редуцируется (не сводится) к другим, составляет основу СМД-методологии, но основу принципиально незавершённую и не поддающуюся какому-либо дедуктивному упорядочиванию в единую систему от аксиом к следствиям: «принципы таковы, что они, как правило, не поддаются систематизации. Это знания совершенно особого типа»:49 — многие принципы СМД-методологии никак не увязываются между собой, и ввиду этого вообще не поддаются структурированию или обобщению.

### Принцип первый: идея деятельности
Для Щедровицкого этот «принцип является основополагающим»:38. Наиболее фундаментальной, базовой для всех последующих построений идеей, является именно идея деятельности; человеческая деятельность объявляется Щедровицким первичной реальностью методологического и философского поиска; именно мир человеческой деятельности, а не мир вещей (взятый в его наивно-реалистической установке) оказывается предельным измерением мышления и предельным объяснительным основанием для выстраивания всего здания его методологии. Обращаясь к источнику дословно, следует указать, что даже «вещи являются не чем иным, как материальными следами или отпечатками деятельности. И если мы хотим отыскать и сформулировать естественные законы жизни вещей, то это будут не что иное, как законы функционирования и развития человеческой деятельности. Они, следовательно, не имеют собственных, имманентных законов, отличных от законов функционирования и развития деятельности, и не имеют особой самостоятельной жизни, отличной от их жизни в деятельности»:39. 
Продолжая последовательно эту линию, Щедровицкий фиксирует, что сами категории «вещь», «объект», и, — тем более, — «предмет», являются лишь следами, отпечатками соответствующей деятельности; аналогичные выводы делают школы конструктивизма, и сам Щедровицкий оказывается последовательным конструктивистом: «принимая деятельностную концепцию и стремясь быть последовательными, мы вынуждены сказать, что для человека существует только деятельность. И вообще деятельность есть единственное исходно существующее. И природа есть некоторая конструкция самой деятельности»:40.
Аналогичных позиций придерживался и Эрик Юдин, посвятивший проблемам деятельности два фундаментальных труда; говоря о принципе деятельности, он писал: «такое представление существенно расширило объяснительные возможности этого понятия, позволило превратить его в универсальный объяснительный принцип, соединяющий эмпирическую достоверность с теоретической и методологической конструктивностью». В этом смысле и по-марксистки понятая практика, т. е. понятая как предметно-преобразовательная деятельность, оказывается одной из категориальных и аксиологических доминант и детерминант СМД-методологии.

### Принцип второй: примат деятельности над знаниями
Краткая формулировка принципа такова: «действование всегда первично, а знание всегда вторично. И в этом смысле действование всегда может опрокинуть любые знания»:43. Это базовый познавательный конструктивистский принцип фиксирует, что процессуально развёртывающаяся деятельность человека является источником и основанием всякого знания, и именно она, а не какое-либо конечное знание может быть основанием последующего развития — в том числе, развития самого знания: «мы действуем с каким-то целями, с какими-то знаниями, но всегда создаем за счет своего действования новый мир, который неадекватен нашему знанию»:43.
При этом данный принцип фиксирует, что всякая попытка суждений вне деятельности или же извне деятельности невозможна — деятельность является универсальной формой бытия человека в мире, и «выпрыгнуть» за её пределы невозможно; как следствие, «этот принцип запрещает определять наши действия как несовершенные, ибо у нас нет критериев, на основе которых мы могли бы оценить совершенство или несовершенство деятельности»:44.

### Принцип третий: системный подход
Данный принцип осуществляется как «апелляция к определённым категориям, которые сами выступают как методологическое и онтологическое основание для характеристики деятельности»:53 — эти категории суть категории системного подхода (такие категории, как система, структура, организованность и пр.). При этом Щедровицкий использует сложную методологию анализа систем, в которой выделяет четыре слоя; так, «в первом слое находятся процессы, во втором — структура, то есть остановленная связка процессов, а потом следует организованность материала. Четвёртый слой — морфология»:121.
Далее, Эрик Юдин констатирует, что «в современном научном знании центральное место заняли проблемы системно-структурного исследования объектов. Такого рода задачи отчётливо выступают в биологии и лингвистике, социологии и физике, географии и криминологии, математике и педагогике, логике и психологии». В таких случаях принято говорить, что формируется системная ориентация тех или иных наук, которые первоначально таковой не имели; вместе с тем, в XX веке формируются такие дисциплины, которые с самого начала возникают как системные — кибернетика и системотехника, системный анализ и исследование операций.

### Принцип четвёртый: методология как способ действования
Предельно чёткую и ясную формулировку этого принципа даёт сам Щедровицкий: «смысл методологического подхода, или диалектики, состоит в следующем: планируя и проектируя свои действия, научно-исследовательские действия, мышление в том числе, мы обязаны обращаться не только к объектам, которые мы должны преобразовать, но и к деятельности, к самим себе как к объекту»:53-54.
При этом Щедровицкий в явном, развёрнутом виде указывает, что методология — есть не что иное, как сцепка знаний об объектах и субъектах познания, она выстраивается на границе объективности и субъективности: «методология стремится соединить и соединяет знания о деятельности и мышлении со знаниями об объектах этой деятельности и мышления, или, если перевернуть это отношение, — непосредственно объектные знания с рефлексивными знаниями. Поэтому объект, с которым имеет дело методология, напоминает матрешку. Фактически, это особого рода связка из двух объектов, где внутрь исходного для методологии объекта — деятельности и мышления — вставлен другой объект — объект этой деятельности или этого мышления».

### Принцип пятый: деятельность бессубъектна и безобъектна
Человеческую деятельность Щедровицкий понимает как самостоятельную имманентную и автономную сущность, которая «живёт» на человеческом «материале»; деятельность — это самостийная системная сущность; тем самым не люди производят деятельность, а сама деятельность проходит «через» людей и развёртывается через них. Как следствие, этот методологический принцип указывает на «возможность деятельности как таковой, деятельности человечества. И если мы действуем как ученые, а не как обыватели, то мы должны сообразовывать свое действование с этими возможностями общечеловеческой деятельности»:54. В этом отношении деятельность (и мышление как её неотчуждаемая и неустранимая часть) носит бессубъектный характер — не деятельность «принадлежит» человеку, а человек «принадлежит» деятельности — или, иначе говоря, не человек осуществляет свою деятельность, а деятельность осуществляется через человека:  «не человек мыслит, а мышление мыслит через человека. Человек есть случайный материал, носитель мышления».
Понимая деятельность как особого рода субстанцию, Щедровицкий также фиксирует, что она осуществляет свою природу имманентно, безотносительно к тем или иным конкретным объектам. Загадка в данном случае состоит в том, что она оказывается первичной по отношению к человеку, в связи с чем возникает проблема антропогенеза: мышление, будучи особым типом культуры, первично по отношению к человеку как таковому, и, в соответствии с этим, должно было зародиться до появления человека, что порождает порочный круг взаимной зависимости человека и культуры (данная проблема также известна как проблема «антропосоциогенеза»: в её контексте рассматривается взаимосвязь индивидуального и надындивидуального, — культуры, — в человеке и обществе).

### Принцип шестой: собственно методологический
Конкретизируя пятый принцип, собственно методологический принцип фиксирует, что «то поле, на котором работает человек, осуществляющий методологическое мышление, это не просто поле объектов его действия, а это сложное, многопространственное поле, содержащее несколько пространств, живущих по своим собственным законам. Одно такое пространство образует изображение объектов, исследователь ориентируется на процессы, протекающие в объектах, и механизмы, регулирующие эти процессы. Это пространство его собственного действования»:57-58.
Тем самым предмет общей методологии как особой дисциплины в системе наук — это отнюдь не однородный предмет, ориентированный на тот или иной единичный объект; предмет общей методологии включает и поле естественных, природных объектов, и человеческую деятельность, взятую и саму по себе, и по отношению к естественным объектам, и по отношению к другим людям — деятельность над деятельностью (организация, руководство, управление — социотехнические предметы).
Причём в данном случае речь ведётся об «общей методологии и ее применении в различных областях человеческой деятельности», а не какой-либо частной методологии.

#### Подпринцип шестой: принцип двойного, или множественного, знания
Щедровицкий указывает, что «для того, чтобы знание могло стать объектом изучения — через знание и деятельность, — нужно было оторвать само знание от объекта. Если я просто смотрю на окружающий мир или мыслю, то для меня знание как таковое, отдельно от объектов не существует. Знание в этом смысле можно уподобить очкам, сквозь которые мы смотрим на мир: если очки хорошие, мы их не замечаем»:59. Возникающие в проблемных ситуациях («ситуациях парадокса») сбои в работе знаний приводят к нужде их проблематизации, и, тем самым, провоцируют деонтологизацию этих знаний (их следует «оторвать» от объекта). Включённые в структуру парадокса, «одно знание утверждает, например, что два движения равны по скорости, а другое знание утверждает, что эти же самые два движения, взятые в том же самом отношении, не равны по скорости»:59: условиями разрешения этого парадокса являются деонтологизация (отрыв знаний от объекта), их предметная фиксация (через описания позиций и средств), и последующий их синтез на основании многопредметной модели-конфигуратора. При этом ни одной стороне парадокса нельзя отдать предпочтение, и снятие включённых в парадокс знаний идёт через формирование некоторого третьего знания, которое объяснило бы первые два, включённые в структуру парадокса (собственно, процедура конфигурирования).

#### Подпринцип шестой: принцип «сплавщика»
Развивая первый принцип, подпринцип «сплавщика» состоит в том, что «хотя мы всегда имеем дело со знаниями и в принципе не можем вырваться за их пределы, мы должны сделать вид, что вырываемся. И если мы делаем вид, что вырываемся, то мы на самом деле вырываемся»:64. 
Одновременно с тем, «метод сплавщика» заключается в том, что «имея ряд знаний, мы можем отметить, маркировать одно из них как основное, ядерное — на данный момент. Ядерное — это значит то, которое мы кладём в основание для реконструкции объекта. Мы утверждаем, что наши знания неравноценны… Поскольку знания относительно истинны, одни из них больше приближаются к объекту, другие меньше»:67. Проводя аналогию с молевым сплавом, в котором сплавщик перепрыгивает с бревна на бревно по ходу сплава леса по реке (по мере того, как одно начинает тонуть), Щедровицкий указывает, что всякое такое знание, аналогично бревну, оказывается временным, ситуативным основанием для последующей работы, что и описывает мыследеятельность методолога в ситуации решения парадокса.

#### Подпринцип шестой: принцип конфигурирования
«Этот принцип обеспечивает достижение объективности. Дело в том, что каждое из имеющихся знаний есть относительно истинное знание. Это не просто заблуждение Иванова, Петрова или Сидорова… Методология даёт объективное знание, поскольку она фиксирует познавательные ситуации и операции, а не домысливает, как устроены объекты»:68. При этом специально обговаривается, что в расчёт браться должно только то знание, которое было достигнуто при соблюдении специфических познавательных норм, а не любое произвольно взятое.
«Мы имеем ряд знаний, каждое из которых опирается на логику, а, следовательно, относительно истинно. Возникает вопрос, как же перейти к знанию, которое мы можем маркировать как объективное. Здесь и вступает в силу принцип конфигурирования. То знание будет „более истинным“, которое снимает больше разных знаний»:69. Подобные, — чисто диалектические, — ходы мысли пронизывают всю СМД-методологию, проходят через неё «красной нитью» и фундируют всё методологическое мышление.
При этом то знание (в парадоксе — третье знание, которое объясняет части парадокса), которое полагается как снимающее все ранее существующие, именуется конфигуратором. 
Специально отмечается, что конфигурирование (лат. configuratio — взаимное расположение) есть «особый логико-методологический прием, мыслительная техника синтезирования разнопредметных знаний, различных представлений об одном и том же объекте». Тем самым, различия путей подхода к одному и тому же объекту оказываются основанием принципиального методологического плюрализма в отношении способов его рассмотрения. Далее, «принципы конфигурирования разрабатывались в Московском методологическом кружке (ММК) в связи с проблематикой полипредметного синтеза знаний. Методологами ММК было обращено внимание на то, что вторая половина 20 в. характеризуется выдвижением комплексных, междисциплинарных проблем в различных сферах деятельности», и именно междисциплинарный характер научного знания XX века, его системность, развитие на «стыках» научных дисциплин выдвигают на передний фронт задачи синтеза многопредметного («полипредметного») знания. Вместе с тем, «после осуществления синтеза конфигуратор может элиминироваться в структуре теории, но чаще сохраняется в качестве базовой модели и становится основой новой дисциплины»: выступая в качестве основания выхода на синтез, этот конфигуратор оказывается в положении схемы, которая сама в свою очередь выступает как предмет для нового витка развития той или иной дисциплины, которая впоследствии может быть включена в новый виток конфигурирования, на основании включённости в структуру нового парадокса.

#### Подпринцип шестой: принцип реализуемости
Сам же Щедровицкий ясно и эксплицитно формулирует, что «это — дополнительное требование, которые мы накладывает на конфигуратор: эта модель, или проект, объекта должна открывать новые возможности для практики, т.е. была бы реализуема данными наличными средствами»:74. Тем самым та модель объекта, которая полагается как снимающая все предыдущие знания (включённые, например, в структуру парадокса), должна не просто снимать все эти  предыдущие знания, а давать некоторые избыточный по отношению к ним прирост, открывающий новые возможности, в них не содержащиеся (напр., Таблица Менделеева не просто включила в себя все известные на момент открытия химические элементы, она в превентивном порядке обозначала и места для тех химических элементов, которые были открыты лишь впоследствии, и даже объясняла некоторые из их свойств).

### Принцип седьмой: неопределенность противопоставления внутреннего и внешнего для деятельности
Работая ли с единичным человеком и осуществляемой им (через него) деятельностью, с целыми коллективами, с какими-либо естественными (натуральными) объектами, или со всем этим в совокупности, «мы всегда чётко и определённо мыслим границу то ли нашей субъективности, то ли этого объекта. Понятие об определённом объекте, который не имеет границ или имеет неопределённые границы, неосмыслено»:75. В данном случае определённость носит вполне строгий, чёткий и в течение длительного времени фиксированный характер. В противоположность этому, «когда же мы переходим к деятельности и движемся в её поле, то это противопоставление внешнего и внутреннего теряет свою полную определённость»:75.
В данном случае границы внутреннего и внешнего в деятельности носят не просто неопределённый, а динамический, подвижный и нестабильный характер: человек свободен и волен включать и вовлекать в ситуацию своей деятельности любые объекты и материалы, любые средства, инструменты и орудия, и «в каком-то плане это есть оборотная сторона принципа свободы»:75. 
Более того, и темпоральные, исторические границы самой ситуации деятельности могут носить, — а чаще всего и носят, — подвижный характер, они не зафиксированы и не характеризуются какой-то устойчивостью: «человек может считать себя действующим не в данной ситуации, а, скажем, в истории человечества, как она задана в историографии. Я могу, например, продолжать полемику с Платоном или с Аристотелем и считать, что ситуация моей деятельности распространяется до них, что они включены в мою деятельность»:75. 

#### Подпринцип седьмой: нет границ объекта деятельности
В связи с тем, что «в любой момент мы можем переводить внутреннее во внешнее, развёртывая систему объективности, и точно так же можем свёртывать объектные структуры в средства»:75-76, то и границы объекта деятельности (как и её материала, средств, орудий, инструментов и пр.) равным образом не имеют фиксированных границ. Более того, работая со сложными системами, методолог чаще всего как раз и не может определить границы объекта — исследование то выходит за пределы текущей ситуации, то возвращается к исходному объекту. О какой-либо строго зафиксированной объектной определённости речь вестись в данном случае не может.

#### Подпринцип седьмой: в ходе рассуждения понятие не может быть определённым
В соответствии с нормами и правилами процедур классической («традиционной», то есть «формальной») логики в рамках философских и научных исследованиях обычно принято строго определять начальные понятия, и работать с ними в закреплённом и устойчивом виде, не расширяя и не сужая класса тех объектов, которые подпадают под них. Напротив, данный принцип СМД-методологии указывает на то, что «в ходе рассуждения понятия меняются и должны меняться»:76. В данном случае понятия оказываются средствами мышления, и на них, — как и на деятельность вообще, — распространяется принцип неопределенность противопоставления внутреннего и внешнего: их границы и, соответственно их определённость, непрерывно «скользят» и трансформируются, понятия преобразуются в ходе рассуждения, и не имеют однозначно фиксированных границ, и, — тем самым, — неизменной определённости.

### Принцип восьмой: принцип множественности позиций
В связи с данным принципом «предполагается, что в ходе работы с объектом (предположим, мы его чётко определили) мы можем менять набор или систему средств, которые мы используем для описания, отображения и соответственно ви́дения самого объекта»:76. При этом в системе принципиально плюралистически сформированных наборов или систем средств невозможно однозначно утверждать, «что одно из этих видений истинное, а другое — нет»:76-77, особенно ввиду того, что всякий набор средств, и, соответственно, способов рассмотрения (то есть «ви́дения») предметов сформирован общественно-исторической практикой человечества, они равно-истинные — «во всяком случае, до того момента, когда будет осуществлена процедура конфигурирования»:77.
Более того, шутливо выражаясь, «проф. Т. И. Ойзерман говорил, что если кто-то говорит, что мы думаем и знаем, мы говорим что он не дурак»:77 — развитое методологическое мышление, в противоположность узости этого «методологического индивидуализма», задаёт высшие основания и стандарты терпимости (и в этическом, и в техническом, смысле: «методологический подход задает высшую форму принципа терпимости: он признает существование и правомерность самых разных подходов к проблеме, он обеспечивает своего рода „хорошее воспитание“, освобождающее нас от догматизма»:316), — то есть всякий набор средств и способов рассмотрения («ви́дения») объекта, сформированный историей человечества, возникает отнюдь неслучайно и непроизвольно; у всякой позиции есть чётко фиксированные основания в общественно-исторической практике, игнорировать которые методологически некорректно. Как следствие, «чтобы мы могли действительно организовать взаимопонимание, понимать чужие точки зрения и проводить работу, мы не можем пользоваться только нашим изображением объекта. Единственным средством для организации взаимопонимания оказывается деятельностная схема кооперации разных позиций»:77.

### Принцип девятый: предметность, а не объектность мышления
Беря ситуацию в предельно широком контексте, «если я имею дело с чужими точками зрения, то я всегда должен помнить, что это особое ви́дение объекта, заданное соответствующим набором средств. Следовательно, нет непосредственного ви́дения объекта как такового, есть ви́дение его всегда через определённый фильтр, через определённые „очки“»:79. Соответственно, такие процедуры, как опредмечивание и распредмечивание — «понятия, оформившиеся в историко-философской традиции на стыке немецкой трансцендентально-критической философии и традиционного марксизма», — эти процедуры впитываются и ассимилируются СМД-методологией и включаются в неё в статусе основополагающих. 
Тем самым фиксируется гносеологическая роль понятия «предмет»: сам этот «предмет» оказывается «фильтром» и «призмой», через которую осуществляется всякое взаимодействие между субъектом с его  объектом вообще. А ведь именно предмет оказывается той инстанцией, которая отвечает за способ ви́дения объекта. Тем самым, «марксистская концепция опредмечивания и распредмечивания оказалась интересной и востребованной прежде всего в качестве диалектики „деятельностных способностей“ субъектов, актуализированной и разработанной в продвинутых теориях советской философии».

### Принцип десятый: схемы кооперации как основания для синтеза и конфигурирования особого рода
Данный принцип является следствием и развитием восьмого принципа. Он фиксирует, что синтез знаний может осуществляться не только на уровне самих знаний, но и на уровне методологии получения этих знаний. Так, Щедровицкий прямо и эксплицитно упоминает, что «в некоторых случаях мы не можем создать достаточно хороший конфигуратор, т. е. изобразить объект как снимающий в себе все разные зафиксированные в нём стороны. И в таком случае для того, чтобы организовать наш материал, мы обращаемся к схеме кооперации, задаём объект как нечто мнимое: есть объект, но мы ещё не знаем, какой он, и задаём систему „воззрений“ на него, определяемых соответствующими позициями»:80.
При синтезе «воззрений» на искомый объект происходит привязка каждых отдельных предметов, фиксирующих в своей ограниченной проекции отдельные стороны объекта, к отдельным позициям; при этом последние задаются теми средствами, в которых они были получены, — средствами, которые имплицитно включаются в предмет (через которые как «призму» или «очки» специалист-предметник «видит» свой объект), теми целями, которые достигались при построении этого предмета, иными прочими моментами, целостность которых составляет конкретно-историческую ситуацию порождения тех знаний, которые имеются к настоящему моменту.

### Принцип одиннадцатый: операционализм
Сформированный в своих глубинных основаниях за пределами ММК (в трудах А. Эддингтона, П. Бриджмена, А. Эйнштейна), принцип операционализма в контексте СМД-методологии «состоит в том, что смысл знаковых выражений и содержание соответствующих этим знаковым выражениям знаний фиксирует не объект, а некоторую деятельность с объектом, т. е. некоторые операции с этим объектом»:87.
Всякое зафиксированное свойство объекта есть проявление некоторых его глубинных свойств, равно как и сам научно-исследовательский акт этой фиксации, — в проявлении схватываются не только свойства искомого объекта, но свойства и тех объектов, на которые они проявляются, а также свойства субъекта, который фиксирует (эмпирически регистрирует) эти свойства: «когда мы говорим „кислый“, это значит, что вызвано определённое ощущение на языке, „горит“, что-то взаимодействует с чем-то»:88.
Говоря словами Щедровицкого, именно «в том и состояла слабость операционализма, как он был развит А. Эддингтоном, П. Бриджменом после работ А. Эйнштейна и итальянской школы, что они не учитывали этого механизма, задаваемого пониманием, механизма смыслообразования»:89.

### Принцип двенадцатый: отделение и схематизация смысла
Одной из процедур методологический работы является процедура схематизации смысла. Сам Щедровицкий описывает этот механизм следующим образом: «после того как некоторое знание образовано, оно ещё дополнительно рефлексивно осознаётся… В схеме смысла исчезает противопоставленность объекта и операции. Операционализм снимается»:88. Получив в деятельности и через деятельность некоторое знание, смысл, «мы этот смысл можем схематизировать, т. е. задавать некоторое изображение объекта, соответствующего этому смыслу»:89.
Тем самым обнаруживаются взаимосвязи между процессами осознания, осмысления, рефлексии, различного рода мыслительных процедур (мышление как исполнение операций и мышление как «движение в смыслах»), схематизация, вербализация смыслов в том или ином языке — естественном, научном или логико-математическом (Щедровицкий приводит пример язык классов Лейбница-Эйлера:89), которые развёртываются в процедурах идеализации, объективации, проблематизации, онтологизации, опредмечивания (а также распредмечивания и перепредмечивания) и пр.

### Принцип тринадцатый: конструктивное развертывание моделей и задание понятий на модели
«С того момента, как произведена схематизация смысла, он предстал в виде объекта особого рода — идеального объекта, и мы начинаем оперировать с ним как с объектом»:90. Такой объект выступает как заместитель собственно эмпирического объекта, и та работа, которую начинают проводить с ним — есть уже собственно предметная, а не эмпирическая работа. Так, «красивый пример — работа с числовым отрезком, т. е. отрезком, на котором зафиксированы числа. Древние рассматривали отрезок как бревно и обсуждали, можно ли его резать. И было ясно, что раз мы бревно режем, то и отрезок можно резать. Но наступает момент, когда физически резать отрезок нельзя. Про полено нужно сказать, что оно дальше не делится»:90; предметное же замещение «бревна» в виде идеального объекта — числового отрезка — позволяет работать с ним независимо от этого эмпирического «бревна», и ставить вопросы о делимости отрезков, пределах делимости этих отрезков и пр. — так возникают многие Античные парадоксы, в том числе и апории Зенона (парадокс стрелы, например). 

#### Подпринцип тринадцатый: неприменимость различения индукции и дедукции к мышлению на этом уровне
Развивая собственно тринадцатый принцип, этот подпринцип фиксирует, что работа на уровне предметных идеальных объектов ведётся в плоскости чистого мышления, и соотношение с эмпирическим материалом осуществляется косвенно; как следствие, различение индукции и дедукции на этом уровне мышления утрачивает свою полную определённость.
Работа с идеальными предметными объектами осуществляется автономно и независимо от реально эмпирического, чувственно данного объекта, то есть на уровне чистого мышления. Интериоризованные через схематизацию, предметные знания становятся тем полем, на котором осуществляется развёртывание деятельности мысли (уже в противоположность эмпирическому оперированию).

### Принцип четырнадцатый: возможность в понятии учитывать развитие объекта на основе конструктивного развертывания моделей
Развёртываясь автономно, безотносительно к эмпирическому плану, идеальные модели позволяют конструировать и моделировать в понятии и мышлении развитие объекта. Само же это конструирование и моделирование развития объекта позволяет забежать вперёд во времени, и производить превентивный анализ последующих тенденций развития объекта.

### Принцип пятнадцатый: различение материальных и функциональных определений объекта и модели
Демаркация материальной и функциональной определённости элементов объектов и моделей позволяет вести работу более тонко в плане соотношения между эмпирическими и идеальными элементами этих объектов и моделей, и чётко разделять то, что было привнесено в них из эмпирического уровня, а что было сформировано умозрением. Так, говоря о современной физике, Щедровицкий указывает, что она «говорит» как бы «на тарабарщине, которая представляет собой смесь материальных и функциональных языков, осознаваемых как материальные. Физика сегодня может компенсировать свою недостроенность и логическую противоречивость практическими успехами»:127.

### Принцип шестнадцатый: анализ предметов и объектов как естественных, искусственных и кентавр-систем
В своей статье «„Естественное“ и „искусственное“ в семиотических системах» 1967 года (написанной в соавторстве с В. А. Лефевром и Э. Г. Юдиным), Щедровицкий указывает, что «различие между „естественными“ и „искусственными“ языками кажется очевидным, и более глубокий анализ его не обещает по-новому осветить природу языка. На самом деле в нём лежит узел буквально всех проблем, связанных с социальной жизнью семиотических образований». Предметная определённость и самой теории, и её языка, в действительности оказывается узловой в плане развития и роста теоретического знания; при этом такие их измерения, как «естественное», «искусственное» и «естественно-искусственное» (кентавр-системы) должны приниматься во внимание прежде всего.
«Теорию рассматривают обычно с точки зрения соответствия объекту. Анализируют способы её получения. Говорят о применении теории»; при этом практически без внимания остаётся сам язык теории и его предметная определённость, противопоставленная собственно объектной. Именно последний вопрос является ключевым для СМД-методологии.

#### Подпринцип шестнадцатый: модель как кентавр-объект
Щедровицкий указывает, что «конструкция-схема — это ещё не модель»:90 (на примере с моделированием падения тела); в структуре модели присутствуют элементы, которые отвечают за эмпирическую работу, в которую включается эта модель: проведённые в начале акта теоретизации односторонние схематизация и идеализация, в результате которых получена идеальная конструкция-схема, ещё не завершают всего цикла работ по построению теории. Эту конструкцию-схему нужно дополнить так, чтобы она учитывала сторонние, внешние по отношению к исследуемому процессу факторы. В качестве примера моделирования падения тела (шарика и пера в колбе) приводится учёт воздуха, который не был отражён в первоначальной схеме. 
Тем самым предметная модель учитывает более широкий спектр процессов и факторов, нежели тот их набор, который был представлен в первоначальной схеме. При этом в модели следует учитывать и «искусственный» фактор, то есть роль самого исследователя (физически говоря — «наблюдателя», который уже одним лишь своим присутствием всякий раз воздействует и влияет на ход экспериментов, осознание чего привело к т. н. «диалектизации естествознания»).

## Схемы СМД-методологии
Одной из явно выраженных специфик Московской методологической школы является использование языка схем. Щедровицкий и его последователи используют такие схемы, как схема двойного знания, схема операции для атрибутивных свойств, схема знакового замещения, схема предмета (предметных «проекций» объекта), схемы кооперации позиций, схема мыследеятельности, ортогональные схемы и иные: «из множества разнообразных схем, построенных после 1954 г. и широко используемых в современной методологии, наиболее важными, можно сказать базовыми, в настоящее время являются четыре: 1) схема многоплоскостной организации знаний; 2) схема воспроизводства деятельности; 3) схема трёхслойного строения мыследеятельности (обозначается символом МД); 4) схема организационно-технического отношения».
Язык методологических схем, развёрнутый в ходе лекций 1971-1979 года, — это язык схем коммуникации. Возникнув в ранних лекциях как схема с участием двух позиций, он, по мере последовательного конструирования, шаг за шагом и цикл за циклом превращается в сложнейшую модельную конструкцию с участием десятков позиций.
Используя приёмы поляризации на внутренние и внешние позиции (и позиционности вообще), логику графического разнесения элементов по вертикали и горизонтали (и асимметрии вообще), использования каркасных и структурных элементов, нумерацию элементов и различные приёмы (например, пропущенные элементы), Щедровицкий и его последователи создали достаточно сложный, но отнюдь не громоздкий язык методологических графических схем.
При этом семантически схемы, как правило, сочленяются из составляющих двух типов: (1) собственно объектных — позиции, блоки, отдельные элементы деятельности (цели, средства, исходный материал, знания, процедуры и пр.) и (2) синтаксических элементов — стрелочек (одинарных, с двойными чертами, полустрелочек), чёрточек (непрерывных и прерывистых), обозначающих фиксированные соотношения между объектными элементами (снятие, замещение, отнесение, зависимости, отношения передачи и пр.), которые фиксируют отношения прямых и обратных связей между объектными составляющими.
При этом сам Щедровицкий указывает на непрерывность линии исторического развития языка своих схем вглубь истории вплоть до Аристотеля — ввиду созданной им «Топики», и нередко приходится слышать, что следует «считать отцом методологии Аристотеля на том основании, что он сделал в „Топике“ предметом анализа и схематизации диалектику Платона» (естественно, Аристотель не использовал графические схемы, в данном случае речь ведётся о концептуальной схематизации, а не визуальной).

### Схема многоплоскостной организации знаний

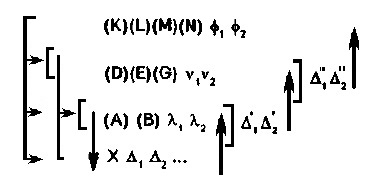
Схема предметного замещения

Проведённое различение объекта и предмета и соответствующих эпистемологических разграничений закономерным образом приводит Щедровицкого к представлениям о непосредственных знаниях, полученных при оперировании с чувственно данными объектами, и о знаниях, сформировавшихся в соответствующих предметах — уже на уровне автономного оперирования, — т. е. работы со знаками-предметами. При этом «есть единственный путь понять природу предмета — это выяснение механизмов eго образования и структуры, а это означает и анализ его как последовательно надстраивающихся друг над другом плоскостей замещения».
Так, «первую плоскость образует оперирование с объектом» — оперирование с объектом во всей непосредственной чувственной данности этого объекта при его прямом присутствии в поле зрения. Вторую плоскость, выступающую в функции замещения, образуют соответствующие знаки, которые в ходе интериоризации заменяют собой оперирование с непосредственно данными в чувстве объектами — то есть на уровне сформированного предмета. Третью и все последующие плоскости знаний образует работа на мета-уровне, то есть работа с предметами над предметами, которые включают и инкорпорируют соответствующие предметности, а через них в свою очередь связываются с чувственными миром — «в дальнейшем может образоваться еще одна или ряд плоскостей, так что в конечном счете мы получаем иерархию отношений замещения».
В данном случае прослеживается прямая связь с учением Выготского о движении интеллекта человека через интериоризацию внешнего уровня работы, функционально переходящей в другие уровни умственной деятельности.
Возникая первоначально в актах непосредственного оперирования, впоследствии эта «определенная структура деятельности предопределяет способ видения вещей и организацию самих этих вещей, которые мы преобразуем»:51. Тем самым происходит детерминация предметов теми операциями в деятельности, которые некогда были применены по отношению к чувственно данным объектам.
Нижний уровень этой схемы фиксирует операции с объектом, т. е. те действия и противодействия, которые были осуществлены при работе в деятельности; впоследствии непосредственно-чувственное оперирование замещается работой с предметно оформленными знаками.

### Схема воспроизводства деятельности
Оригинальный ход мысли самого Щедровицкого приводит к пониманию того, что «довольно естественно попытаться представить воспроизводство в виде циклов, обеспечивающих создание новой социальной структуры на основе какой-то прежней.
Воспроизводство деятельности осуществляется через непрерывное обновление элементов этой деятельности при сохранении социальной структуры; при этом «для методологического анализа вполне достаточно назвать только некоторые и совершенно бесспорные элементы: это — орудия и предметы труда, условия и предметы потребления, сами люди, отношения между ними, организационные формы их деятельности».
Проходя через все этапы социализации и соответствующие институты, «исходная и простейшая форма среди многих разнообразных механизмов воспроизводства — это простое «перетекание» или простая передача элементов от одного, разрушающегося состояния социальной структуры в другое, складывающееся. Так могут переходить из одного состояния в другое орудия, предметы и продукты труда, так могут переходить отдельные люди и некоторые организации людей».

### Схема мыследеятельности

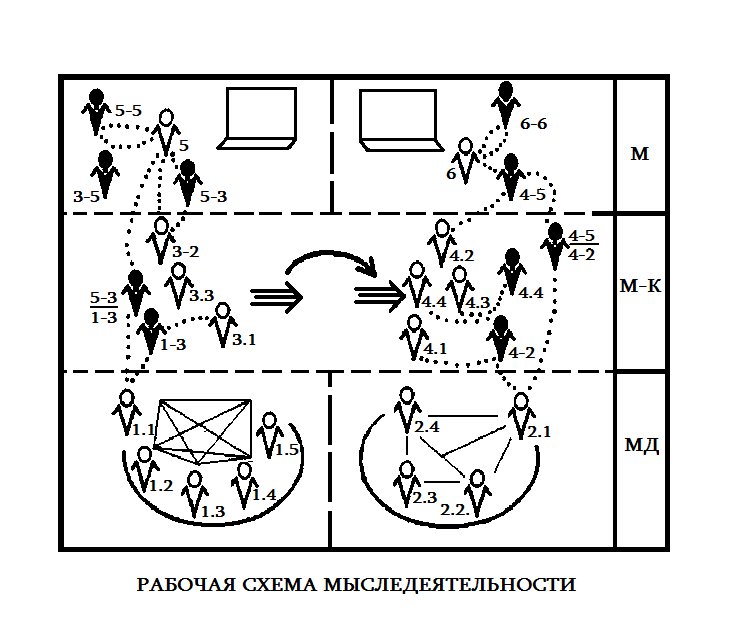
Рабочая схема мыследеятельности

Описывая структуру мыследетельности, схема мыследетельности «содержит три относительно автономных пояса, расположенных по горизонтали один над другим». Эти три пояса (графически изображаемые на схеме) помимо того расчленены в горизонтали на две асимметричные половины, в каждой из которых запечатлены пронумерованные позиции (следует заметить, что предусмотрено и различение позиций: графически это изображено как различия в простых «человечках» и с «заливкой»).
Схема мыследетельности является схемой, описывающей функционирование и координацию процессов в мыследеятельности; фиксируя невозможность отделения мышления от деятельности, Щедровицкий описывает единую целостную мыследеятельность как группу принципиально гетерогенных, но связанных между собой процессов; при этом целостность всей системы этих процессов достигается за счёт функционирования рефлексии, «зашнуровывающей» все процессы воедино, и проходящей через них как сквозной интегрирующий фактор. Соответственно трём поясам, схема поляризует три основных группы процессов и позиций в единой системе мыследеятельности, а именно (снизу вверх): 1) процессы и пояс собственно мыследеятельности, в границах которого мышление и деятельность носят взаимно-неотчуждаемый характер; 2) процессы мысль-коммуникации, которые всегда отнесены к тому или иному языку, облачающему в свои «одежды» так называемую «чистую» мысль; 3) процессы чистого мышления, которые развёртываются «в невербальных схемах, формулах, графиках, таблицах, картах, диаграммах и т. п.». 
Последовательно развивая гипотезу лингвистической относительности, Щедровицкий на вполне законных (теоретически легитимных) основаниях утверждает, что центральный пояс — уровень мысль-коммуникации — есть «пояс полифонической и полипарадигматической мысль-коммуникации, выражающейся и закрепляющейся прежде всего в словесных текстах». 
С целью упрощения исходной идеализации, на этой схеме «фиксируется не двусторонний диалог, а только односторонняя передача текста сообщения и за счёт этого поляризуются функции участников диалога: один выступает как мыслящий в процессе коммуникации, а второй — только как понимающий».

### Схема организационно-технического отношения
Тематика и проблематика деятельности над деятельностью, а именно деятельность руководства, организации и управления, оказываются в традиционном фокусе внимания Щедровицкого. Так, он указывал на «выдвижение на передний план организационно-управленческих задач. Безусловно, управление, в том числе и социальное, осуществляется с тех пор, как возникло человеческое общество. Но сейчас, говоря о выдвижении на передний план организационно-управленческих задач, мы осмысливаем ситуацию в плане научного знания». 
Соответствующим образом внутри СМД-методологии формируется и выковывается адекватная методология организации, руководства и управления, а в её контексте — и организационная техника: «мы постоянно осуществляем фактически некую деятельность над деятельностью, и это, на мой взгляд, и есть та ситуация, которая в конечном счете порождает задачу управления в ее рафинированном виде» (в языке Щедровицкого также принято говорить об искусственно-естественных системах).

## Процедуры СМД-методологии
Теоретико-процедурный арсенал и потенциал СМД-методологии достаточно широк и богат. За свою — более, чем полувековую — историю, СМД-методология аккумулировала интеллектуальные возможности и опыт членов Московского методологического кружка, и к настоящему времени предлагает около десятка фундаментально-методологических процедур, регулярно применяемых в теоретической и практической работе участников методологического движения.

### Проблематизация: постановка под сомнение
Развиваясь как в традициях западной философcкой традиции (прежде всего, в учении Фуко), так и в рамках отечественной традиции СМД-методологии, процедура проблематизации оказывается одной из ключевых в современной технике методологической работы. Так, проблематизации «подвергается та сфера социальной предметности, сущность, смысл и культурный статус которой оказываются предметом культурной рефлексии, привычная форма существования (осуществления) которых ставится под сомнение, что заставляет искать пути новой интерпретации данной сферы и новые версии социальных технологий, практикуемых в ее пределах».
Процедура проблематизации ставит под вопрос основания тех или иных социокультурных «очевидностей», которые ранее были приняты как таковые и не были соответственно проведены через процедуры критической рефлексии, в которых они могли бы быть подвергнуты вопрошанию относительно своей природы, и в этом смысле проблематизация «как культурный процесс имеет место тогда, когда привычная сфера культурного обихода, не выступавшая доселе предметом размышлений для носителя соответствующей культурной традиции, вдруг начинает (внутри этой традиции) составлять для субъекта проблему, заставляя его задаваться вопросами и терзаться сомнениями».
При этом «когда мы сейчас говорим „процесс проблематизации вообще“ и стремимся дать понятийную схему этого процесса, то мы с самого начала заведомо производим переупрощение, поскольку ясно, что процессы проблематизации меняются в зависимости от того, в какой мыследеятельностный контекст они входят. Например, процессы проблематизации в контексте программирования будут совсем иными, нежели, скажем, в исследовательской работе»: конкретизируясь всякий раз за счёт местных условий, процедура проблематизации оказывается одной из важнейших не только в плане умозрительных построений и конструирования, но и в живой практике, в том числе — в практике проведения организационно-деятельностных игр.
Сама эта конкретность в направлении более детализированного вида и последующего до-определения проблематизации достигается за счёт положения этого процесса в объемлющий контекст: «процессы проблематизации меняются в зависимости от того более широкого мыследеятельностного контекста, в котором они разворачиваются».
При этом представления о «проблематических» суждениях восходят к Канту, впервые выделившему проблематические суждения наравне с ассерторическими и аподиктическими. В этом аспекте линия преемственности философской традиции оказывается непрерывной.

### Схематизация: развитие науки и её языка
Возникая первоначально в трудах Канта, учение о схематизме получает функционально значимую проработку в СМД-методологии. Говоря о смыслах, Щедровицкий упоминает, что мы 
этот «смысл можем схематизировать, т. е. задавать некоторое изображение объекта, соответствующего этому смыслу, и таким образом мы получаем идеальные объекты»:89. Тем самым всякая схематизация, — как в её толковании у Канта, так и в толковании у Щедровицкого — есть не что иное, как изображение объекта, то есть предметная картина объекта.
Обыденное понимание схематизации подразумевает некоторого рода упрощение, редукцию реально существующего состояния вещей и ситуаций; методологическое же понимание термина «схематизация» обозначает контуры этого упрощения — из схематического представления объекта элиминируются (устраняются) методологически несущественные — второстепенные — параметры и значения. Тем самым процедура схематизации предваряет всякое теоретизирование и идеализацию — в идеальной схеме научного предмета зафиксированы и наперёд предписаны те «стороны» и «повороты» объекта, в которых он берётся в рассмотрение, и тем самым наперёд, ещё до всякого начала действия, предметно предписано, какие именно параметры и переменные стоит брать в расчёт при ведении научного поиска. Как следствие, всякий научный закон, понимаемый как идеальная схема, является некоторого рода упрощением реального состояния и положения объектов и ситуаций, но упрощением едва ли обходимым в плане развития наших знаний. Это последнее — развитие наших знаний — достигается как раз за счёт схематизации — а ведь именно «схематизация есть основание мышления, то, из чего мышление растет. В этом смысле не словесная речь есть источник мышления, … мышление развивается в антитезе к речи-языку именно на функции схематизации, на функции представления». В этом смысле язык науки, в котором схватывается прошлое её развития, сохраняет в себе те схемы, которые некогда были выработаны историей развития мышления.

### Онтологический анализ и конструирование картин объекта
На тематике и проблематике онтологического анализа и конструирования «онтологических картин» Щедровицкий никогда не экономил времени. Так, само понятие «онтологической картины» встречается едва ли не во всяком его письменном тексте и едва ли не во всякой расшифровке стенограмм. 
К онтологическому релятивизму, осознанно и осмысленно взятому за методологический принцип, Щедровицкий пришёл уже на самой заре становления СМД-методологии. Этот онтологический релятивизм подчёркнут как в принципах синтеза разно-предметных знаний и представлений («принцип двойного или множественного знания»), так и в самой же методологии — примата исторически развёртывающейся деятельности надо всяким локально-исторически полученным, притом предметным, знанием.
При этом Щедровицкий никогда не пытался дать окончательной онтологической картины ни для какого реального объекта, всячески подчёркивая и артикулируя роль марксистских принципов относительности истины и историчности.
Используя изощрённые методы и техники онтологического анализа, Щедровицкий проводил конструкцию представлений на границах тех знаний, которые, например, включаются в парадокс, и реконструкцию тех реальных ситуаций научной работы, которая отражена в подлинной истории науки. Так, «когда перед К. Дункером встала задача построить модель мышления, он получил в качестве наследства от предыдущей психологии два направления: бихевиористское направление доказывает, что мышление всегда репродуктивно и иным быть не может, а гештальтистское направление доказывает, что мышление всегда продуктивно. Дункер оказался в типичной ситуации парадокса, который ему нужно снять, строя модель объекта»:70.

### Конфигурирование: выход на синтез знаний
Говоря о конфигурировании как методе синтеза многопредметных знаний, указывается, что оно «предполагает построение специальной структурной модели — конфигуратора. С помощью него многопредметное знание снимается в едином теоретическом представлении некоторого сложного, системного объекта. Конфигуратор служит идеальным изображением структуры объекта, объясняет и обосновывает существующие знания, показывает, проекциями каких сторон объекта они являются».
Имеется специальная статья за авторством Щедровицкого — а именно «Синтез знаний: проблемы и методы», в границах которой основатель СМД-методологии последовательно и поступательно рассматривает вопросы выработки синтеза отдельных и частичных знаний в рамках некоторой над-предметной структуры. При этом специально оговаривается, что «проблемы объединения и соорганизации знаний в единую систему (т. е. того, что обычно называют синтезом знаний) являются ключевыми в исследовании природы знаний вообще и теоретических в особенности».
Процедура конфигурирования создаётся и соответствующим образом нормируется в СМД-методологии как особый синтез знаний: вместо механического и эклектического связывания отдельных, частичных и частных знаний, на основании уже существующих знаний выстраивается представление об объекте как таковом. «Какое бы знание об объекте мы ни взяли, оно всегда является результатом решения каких-то определённых частных задач. И когда потом в ходе рефлексии мы хотим выяснить отношение этого знания к объекту, беря его относительно друг знаний о том же самом объекте, то можем представить все дело так, что это знание (подобно всякому другому) описывает и фиксирует объект с какой-то одной стороны, выделяет в нём одно или небольшую группу свойств». Тем самым сущностная определённость объекта, — его качества и свойства, — во всяком знании представлены в функционально-редуцированном виде, и никакое из синтезируемых знаний не является репрезентацией всей качественной определённости объекта. Обозначая этой момент, синтез частичных и частных знаний в модели-конфигураторе осуществляется как восходящее движение в сущность объекта, по отношению к которой остальные знания об объекте выступают в роли функциональной редукции этой глубинной сущности — а, иначе, проявлениями этой сущности. «Когда накоплено достаточно большое количество таких, „односторонних“ и частных знаний, возникает особая теоретическая задача — объединить их в одном многостороннем знании об объекте».
Развивая на страницах этой своей статьи «Синтез знаний: проблемы и методы» методологию синтеза многопредметных знаний, Щедровицкий выстраивает сложную, нелинейную логику развёртывания конструкций, на уровне которой невозможно с полной определённостью различить дедуктивные и индуктивные процедуры.

### Предметизация: смена гештальта ви́дения объекта
«Объект существует независимо от знания, он существовал и до его появления. Предмет знания, напротив, формируется самим знанием», и, как следствие, опредмечивание объекта осуществляется в ходе его познания — по крайней мере, эмпирического. Но ведь «одному и тому же объекту может соответствовать несколько различных предметов», и в этом случае возникает необходимость синтеза многопредметных знаний. 
Осуществляемое в ходе синтеза знаний (прежде всего — конфигурирования) опредмечивание, распредмечивание и перепредмечивание приводит к смене парадигмы «ви́дения» объекта, смене тех «очков» и «фильтров», через которые объект «даётся» и интерпретируется в деятельности, и, — как следствие, — к смене той функциональной нагрузки, в которой он включается в деятельность. Тем самым, — в целом, — процедура и работа в режиме опредмечивания и распредмечивания понимается в границах СМД-методологии как способ преодоления первоначальной узости той или иной предметной точки зрения (и, соответственно, предметных способов мышления), с последующим выходом в более широкую предметную действительность (что дополняет процедуру проблематизации). 
Понятия «опредмечивание» и «распредмечивание» включены в идею, свою исходную проработку получившую «прежде всего в философии Гегеля, у которого она конституировалась в контекстах рассмотрения процессов объективации абсолютного духа в природу и историю, диалектики объективного и субъективного духа, развития идеи становления и идеи снятия». В границах же СМД-методологии понятия «опредмечивание» и «распредмечивание», по формулировке Владимира Абушенко, «понимаются как технологии распредмечивания знания (снятия содержания и выхода в „чистую“ рамку) посредством „выталкивания“ его носителей (в коммуникации и/или организационно-деятельностной игре) в рефлексивную позицию и освоение в проектном режиме новых способов работы со знанием с последующим новым заполнением „чистой“ рамки, т. е. переходом к технологиям опредмечивания».
В известном смысле процедурам опредмечивания и распредмечивания типологически аналогичны процедуры «чтения», «письма», «деконструкции» и пр., оформившиеся в рамках различных версий постструктурализма (например, понятие «деконструкции» типологически аналогично понятию «распредмечивания»).

### Идеализация: начало теоретических построений
Рассматривая интеллектуальные процессы с точки зрения познавательных процедур, указывается: «с того момента, как произведена схематизация смысла, он предстал в виде объекта особого рода — идеального объекта, и мы начинаем оперировать с ним как с объектом и должны задавать соответствующую логику»:90. Тем самым процедура идеализации есть не что иное, как перенесение тех или иных схем из деятельности в сферу мышления, где происходит оперирование этими схемами на уровне автономной и имманентной работы: происходит интериоризация схем из деятельности в мышление.
Тем самым идеализация осуществляется как перенесение схем работы с объектами из деятельности внутрь сознания и мышления; в этом смысле Щедровицкий оказывается последовательным сторонником учения Выготского с характерными для него ходами мысли (идеями переноса работы извне сознания внутрь его и обратных процедур — интериоризация и экстериоризация). Осуществляемое при этом предметное замещение реального объекта на идеальный, которое происходит уже после самого акта идеализации, позволяет вести автономную и имманентную работу безотносительно к оперированию с этим первоначальным, т. е. материальным, объектом и ставить на базе этого соответствующие проблемы, как начало работы с которыми и возникает сам акт теоретизации. При этом в акте теоретизации возможны самые разнообразные ходы мысли как индуктивного, так и дедуктивного типов, как редукции, так и абдукции. Более того, существуют некоторые процедуры, в отношении которых синтетичность и аналитичность движения мысли точно так не может быть полностью выявлена или определена, в особенности касаемо контекста открытия, т. е. того, что именуется психологией научного открытия, значительную роль в котором играет интуиция, сосредоточенность ума и бессознательные процессы.

### Объективация: возвратное движение
Если идеализация движется путём извне сознания в его глубины, то объективация есть прямо противоположный путь. Выстраивая те или иные схематические предметные конструкции, развёртывая ли их или редуцируя, всякий раз «можно задавать определенные изображения объекта и говорить, что это объект как он есть „на самом деле“; таким образом будет произведена объективация и мы сможем затем ставить вопрос о том, как такого рода объект может быть описан и реально описывается в зависимости от тех или иных исследовательских задач, и будем строить эти описания, получая второе знание об объекте».
За счёт действия процедуры объективации осуществляется формирование действительности (а не реальности), которая понимается Щедровицким в весьма специфическом ключе («действительность» в его понимании есть «склейка» эмпирически данных объектов с предметностями, это — то, что существует как данное к действию, «действительность — это не только материал объектов, но и средства нашей деятельности по освоению их, и метод или процедуры нашего действования, и наши знания и многое другое»:330).
Имманентно-методологическая логика заставляется Щедровицкого «переходить к проблеме знаний, описывающих значения и смыслы, а в связи с этим обсуждать более широкий круг проблем, касающихся рефлексии, сознания, знания и всего того, что обычно называется объективацией»:135. По сути, объективация есть опрокидывание идеальных предметных схем на реальность, и в данном пункте СМД-методология отвечает на вопросы, «каким образом это происходит, каким образом действительные смыслы сознания раскладываются на объект и знаковую форму — это и есть узловая проблема всей послекантовской философии, до сих пор не решенная. Она часто трактуется как проблема объективации смысла, перехода от смысла к действительности, а от действительности — к объекту и логике»:153.

### Концептуализация: теоретическая нагрузка факта
В современном смысле этого термина, концептуализация представляет собой «процедуру введения определённых онтологических представлений в некоторый массив эмпирических данных, обеспечивающую теоретическую организацию знания и схематизацию связи понятий». При этом эмпирические данные, собственно факты опыта, попавшие «в свет» тех или иных концептуальных (онтологических) представлений, начинают в их контексте интерпретироваться в соответствии со схематизацией тех понятийных связей, которые зафиксированы и закреплены в этой онтологии.
Обычно в этой связи говорят о теоретической нагруженности наблюдения и фактов; принято указывать на то, что чистый феноменальный мир как таковой не даёт полных основ (или оснований) в плане эмпирической работы, а последняя в свою очередь обусловлена присутствием (функциональной активностью) определённых теоретических и онтологических предпосылок.
При этом принцип операционализма, включённый в СМД-методологию, в данном случае оказывается дополненным соответствующим движением ко всё более абстрактным областям: «концептуализация как движение в направлении абстрактного соотносится с операционализацией как движением к конкретному»: развитие теоретических представлений в данном случае оказывается сбалансированным в обоих направлениях сразу — концептуализация как наращение всё новых и новых эпициклов теории уравновешивается операционализацией как движением к эмпирически данным фактам — к тому, что дано в опыте.

## Практика СМД-методологии

### Организационно-деятельностные и другие игры
Наиболее известной практической стороной реализации СМД-методологии являются организационно-деятельностные игры и другие виды игр. В соответствии с
П. Г. Щедровицким (сыном Щедровицкого старшего), игра определяется как «практика СМД-методологии и теории мыследеятельности как основы СМД-методологии». 
Технология организационно-деятельностных игр выстраивается через генерирование проблемных ситуаций для сотрудников на том или ином объекте (на той или иной площадке) и, соответственно, ситуаций психологической напряжённости, обусловливающих формирование кластеров коллективного решения предметных или над-предметных проблем (при этом не стоит путать технологию организационно-деятельностных игр со стресс-тестами). Имитационный компонент игры  — а именно имитация реальных взаимоотношений в игре (их моделирование в тех или иных возможных рабочих ситуациях), и добываемые в этой игре решения проблемных ситуаций — выражен в принципе моделирования реальных условий работы живых, «подлинно данных» людей.
В том виде, в котором они зародились, «ОДИ строятся в исходных принципах на марксистской теории деятельности. Конкретным их основанием (первой базовой компонентой) являются определенные методологические концепции». 
В настоящее время силами московского издательства «Наследие ММК» осуществляется выпуск томов, в которых перепечатаны расшифровки стенограмм заседаний, проходивших в ходе организационно-деятельностных игр.

### Использование СМД-методологии в политтехнологиях
СМД-методология исторически оказалась одной из практик, на которую опирались российские специалисты в области политических технологий в своей работе уже с начала 1990-х годов, а по ряду источников — и в более раннее время, в период Перестройки. Большое число бывших и действующих в настоящее время российских политтехнологов участвуют в методологическом движении.

### СМД-методология в практиках организации, руководства, управления
Говоря о практике СМД-методологии, развёртывающейся в рамках деятельности организации, руководства и управления, следует указать, что «проблематикой организации и управления — оргуправленческой деятельности, оргуправленческого мышления — Г. П. Щедровицкий занимался много и интенсивно». Щедровицкий всегда придавал вопросам организации деятельности над деятельностью особый статус; именно в них он усматривал корень проблем самопознания человека. 
Неслучайно сказано, что «в Московском методологическом кружке (ММК), многолетним идейным и организационным лидером которого был Г. П. Щедровицкий, выработана собственная концепция, сложилось свое понимание и истолкование смысла, назначения и места управленческой деятельности в жизни общества». Усматривая в мотивах деятельности над деятельностью (организации, руководства и управления) гегелевские мотивы — а именно темы самопознания духа, развёртывающегося в-себе и через себя — Щедровицкий всегда высоко ставил значимость этих проблем.

## Критика СМД-методологии
Методологов обвиняли в однобоко выраженном социальном конструктивизме и технологизированности процедур влияния на общество (в том числе и через формирование понятий «социотехника» и «социотехнический объект»):

Мне кажется, что одной из главных черт школы стало общее убеждение её сторонников во всесилии или, по крайней мере, большой силе тех ментальных и жизнестроительных сценариев, которые предлагал Щедровицкий, и искренняя вера в тотальный социальный конструктивизм – то есть в то, что с помощью правильно организованного менеджмента и применения «правильно» подобранных политических и социальных технологий можно решить абсолютные любые социальные задачи силами не слишком большой группы людей.
С этим положением я не согласен, при всем моем уважении к Георгию Щедровицкому. Не считаю возможным согласиться с тем, что государство должно опираться на политтехнологов, которые будут контролировать социальные процессы с помощью сугубо организационных процедур. Если сделать такую стратегию управления главной целью, то государство, опираясь на такие процедуры, будет игнорировать публичные дискуссии по социальным и политическим вопросам и демократическую процедуру принятия решений – или модерировать их так, что от свободного выражения мнений мало что останется…
— Илья Кукулин
Также высказывались претензии к формату её построения, который для многих внешних наблюдателей выглядел как специально построенный в эзотерическом, закрытом от внешнего диалога виде:

Насколько я могу судить по мемуарам, методология мышления, созданная Щедровицким, была довольно замкнутой и самодостаточной. Она мало предполагала взаимодействие с людьми, которые думали другими способом, на другие темы и с другими задачами. <…> Щедровицкий сознательно строил свою школу как эзотерическую. На уровне деклараций, насколько я понимаю, философ всегда это отрицал, и сторонники его школы говорили, что их принципы могут быть последовательно объяснены. Но получалось, что они могут быть объяснены только такому человеку, который полностью с их идеями соглашался…
— Илья Кукулин
Советский психолог В. П. Зинченко, будучи другом Г.П. Щедровицкого, тем не менее критиковал его за «претензии СМД-методологии на тотальность», настораживающие попытки назвать методологию «нравственностью XX века и ближайших последующих веков», лежащие в основе идей «системы “инкубатора”, в целом дающей возможность формировать именно таких людей, какие нужны обществу».